# Effectifs du championnat du monde masculin de basket-ball 2002
Cet article est un complément de Championnat du monde de basket masculin 2002.
L'ordre des équipes est celui du classement final de ce championnat.

## Effectif des équipes

### Serbie-et-Monténégro
| #  | Joueur              | Taille | Âge | Ville de naissance |
| -- | ------------------- | ------ | --- | ------------------ |
| 4  | Dejan Bodiroga      | 2,03   | 29  | Zrenjanin          |
| 5  | Dejan Koturovic     | 2,10   | 30  | Belgrade           |
| 6  | Žarko Čabarkapa     | 2,08   | 21  | Zrenjanin          |
| 7  | Igor Rakočević      | 1,94   | 24  | Belgrade           |
| 8  | Predrag Stojaković  | 2,06   | 25  | Slavoska Pozega    |
| 9  | Vladimir Radmanović | 2,06   | 22  | Trebinje           |
| 10 | Marko Jarić         | 1,98   | 24  | Belgrade           |
| 11 | Predrag Drobnjak    | 2,08   | 27  | Bijelo Polje       |
| 12 | Vlade Divac         | 2,16   | 34  | Prijepolje         |
| 13 | Miloš Vujanić       | 1,92   | 22  | Loznica            |
| 14 | Dejan Tomasević     | 2,08   | 29  | Belgrade           |
| 15 | Milan Gurović       | 2,04   | 27  | Novi Sad           |

### Argentine
| #  | Joueur               | Taille | Âge | Ville de naissance                |
| -- | -------------------- | ------ | --- | --------------------------------- |
| 4  | Pépé Sánchez         | 1,94   | 25  | Bahía Blanca, Buenos Aires        |
| 5  | Emanuel Ginobili     | 1,98   | 25  | Bahía Blanca, Buenos Aires        |
| 6  | Alejandro Montecchia | 1,82   | 30  | Bahía Blanca, Buenos Aires        |
| 7  | Fabricio Oberto      | 2,08   | 27  | Las Varillas, Córdoba             |
| 8  | Lucas Victoriano     | 1,94   | 25  | Tucumán                           |
| 9  | Gabriel Fernández    | 2,02   | 26  | Burzaco, Buenos Aires             |
| 10 | Hugo Sconochini      | 1,93   | 31  | Cañada de Gómez, Santa Fe         |
| 11 | Luis Scola           | 2,04   | 22  | Buenos Aires                      |
| 12 | Leonardo Gutiérrez   | 2,01   | 24  | Marcos Juárez, Córdoba            |
| 13 | Andrés Nocioni       | 2,01   | 23  | Santa Fe                          |
| 14 | Leandro Palladino    | 1,95   | 26  | Concepción de Uruguay, Entre Ríos |
| 15 | Rubén Wolkowyski     | 2,08   | 29  | Chaco                             |

### Allemagne
| #  | Joueur            | Taille | Âge | Ville de naissance |
| -- | ----------------- | ------ | --- | ------------------ |
| 4  | Mithat Demirel    | 1,80   | 24  | Berlín             |
| 5  | Ademola Okulaja   | 2,02   | 27  | Lagos              |
| 6  | Jörg Lütcke       | 2,00   | 27  | Stuttgart          |
| 7  | Marko Pešić       | 1,97   | 26  | Sarajevo           |
| 8  | Pascal Roller     | 1,85   | 26  | Heidelberg         |
| 9  | Henrik Rödl       | 2,00   | 33  | Offenbach a.M.     |
| 10 | Misan Nikagbatse  | 1,93   | 20  | Berlín             |
| 11 | Stefano Garris    | 1,99   | 23  | Paderborn          |
| 12 | Stephen Arigbabu  | 2,06   | 30  | Hannover           |
| 13 | Patrick Femerling | 2,13   | 27  | Hamburg            |
| 14 | Dirk Nowitzki     | 2,13   | 24  | Würzburg           |
| 15 | Robert Maras      | 2,15   | 24  | Freiburg           |

### Nouvelle-Zélande
| #  | Joueur         | Taille | Âge | Ville de naissance |
| -- | -------------- | ------ | --- | ------------------ |
| 4  | Mark Dickel    | 1,87   | 26  | Christchurch       |
| 5  | Judd Flavell   | 1,86   | 29  | Whangarei          |
| 6  | Kirk Penney    | 1,96   | 22  | North Shore        |
| 7  | Paul Henare    | 1,82   | 23  | Napier             |
| 8  | Phillip Jones  | 1,97   | 28  | Christchurch       |
| 9  | Paora Winitana | 1,95   | 26  | Hastings           |
| 10 | Dillon Boucher | 1,95   | 27  | New Plymouth       |
| 11 | Pero Cameron   | 2,00   | 28  | Tokoroa            |
| 12 | Damon Rampton  |        | 24  | New Plymouth       |
| 13 | Ed Book        | 2,10   | 32  | Buffalo, NY        |
| 14 | Sean Marks     | 2,08   | 27  | Auckland           |
| 15 | Robert Hickey  | 2,09   | 28  | Whakatane          |

### Espagne
| #  | Joueur               | Taille | Âge | Ville de naissance |
| -- | -------------------- | ------ | --- | ------------------ |
| 4  | Pau Gasol            | 2,15   | 22  | Barcelona          |
| 5  | Oriol Junyent        | 2,07   | 26  | Sabadell           |
| 6  | Carles Marco         | 1,80   | 28  | Barcelona          |
| 7  | Juan Carlos Navarro  | 1,91   | 22  | Barcelona          |
| 8  | Nacho Rodríguez      | 1,88   | 32  | Málaga             |
| 9  | Felipe Reyes         | 2,06   | 22  | Córdoba            |
| 10 | Carlos Jiménez       | 2,04   | 26  | Madrid             |
| 11 | Lucio Angulo         | 2,00   | 29  | Zaragoza           |
| 12 | José Antonio Paraíso | 2,03   | 31  | Madrid             |
| 13 | José Manuel Calderón | 1,90   | 21  | Villanueva Serena  |
| 14 | Alfonso Reyes        | 2,02   | 31  | Córdoba            |
| 15 | Jorge Garbajosa      | 2,04   | 25  | Madrid             |

### États-Unis d'Amérique
| #  | Joueur          | Taille | Âge | Ville de naissance     |
| -- | --------------- | ------ | --- | ---------------------- |
| 4  | Michael Finley  | 2,01   | 29  | Cook, Melrose Park, IL |
| 5  | Baron Davis     | 1,91   | 23  | Los Angeles, CA        |
| 6  | Andre Miller    | 1,88   | 26  | Los Angeles, CA        |
| 7  | Jermaine O'Neal | 2,11   | 24  | Columbia, SC           |
| 8  | Antonio Davis   | 2,06   | 34  | Oakland, CA            |
| 9  | Paul Pierce     | 1,98   | 25  | Oakland, CA            |
| 10 | Reggie Miller   | 2,01   | 37  | Riverside, CA          |
| 11 | Shawn Marion    | 2,00   | 24  | Waukegan, IL           |
| 12 | Jay Williams    | 1,89   | 21  | Plainfield, NJ         |
| 13 | Ben Wallace     | 2,06   | 28  | Montgomery, AL         |
| 14 | Elton Brand     | 2,03   | 23  | Cortlandt, NY          |
| 15 | Raef LaFrentz   | 2,11   | 26  | Hampton, JA            |

### Porto Rico
| #  | Joueur                   | Taille | Âge | Ville de naissance    |
| -- | ------------------------ | ------ | --- | --------------------- |
| 4  | José Ortiz               | 2,11   | 39  | Aibonito              |
| 5  | Rick Apodaca             | 1,95   | 22  | NY                    |
| 6  | Allende Ruíz, Luis Ramón | 1,93   | 32  | San Juan              |
| 7  | Carlos Arroyo            | 1,85   | 23  | Río Piedras           |
| 8  | Jerome Mincy             | 2,00   | 38  | Aguadilla             |
| 9  | Christian Dalmau         | 1,92   | 27  | Arecibo               |
| 10 | Larry Ayuso              | 1,92   | 25  | San Juan              |
| 11 | Latimer Rivera, Antonio  | 2,00   | 24  | Río Piedras, San Juan |
| 12 | Rolando Hourruitiner     | 2,04   | 27  | Río Piedras           |
| 13 | Pérez Rivera, Félix      |        | 31  | Guayama               |
| 14 | Dalmau Santana, Raymond  | 1,96   | 29  | Arecibo               |
| 15 | Daniel Santiago          | 2,13   | 26  | Lubbock, TX           |

### Brésil
| #  | Joueur                     | Taille | Âge | Ville de naissance    |
| -- | -------------------------- | ------ | --- | --------------------- |
| 4  | Marcelo Machado            | 2,01   | 27  | Rio de Janeiro        |
| 5  | Alex Garcia                | 1,89   | 22  | Uberlandia            |
| 6  | Mazzuchini Jr., Vanderlei  | 1,99   | 30  | São Paulo             |
| 7  | Tiago Splitter             | 2,09   | 17  | Joinville             |
| 8  | Varejão, Sandro França     | 2,10   | 30  | São João Petropólis   |
| 9  | Demétrius Ferracciú        | 1,93   | 29  | São Paulo             |
| 10 | Rubens Garcia Filho, Hélio | 1,86   | 27  | Franca                |
| 11 | Anderson Varejão           | 2,07   | 20  | Santa Teresa          |
| 12 | Guilherme Giovannoni       | 2,04   | 22  | Piracicaba, Sao Paolo |
| 13 | Leandro Barbosa            | 1,91   | 20  | Sao Paulo             |
| 14 | Rogério Klafke             | 2,01   | 31  | Porto Alegre          |
| 15 | Rafael Araújo              |        | 22  | Curitiba              |

### Turquie
| #  | Joueur          | Taille | Âge | Ville de naissance |
| -- | --------------- | ------ | --- | ------------------ |
| 4  | Kerem Tunçeri   | 1,87   | 23  | Istanbul           |
| 5  | HidayetTürkoglu | 2,03   | 23  | Istanbul           |
| 6  | Mirsad Türkcan  | 2,05   | 26  | Novi Pazar         |
| 7  | Hakan Köseoğlu  | 1,88   | 21  | Istanbul           |
| 8  | Asım Pars       | 2,12   | 26  | Tuzla              |
| 9  | Harun Erdenay   | 1,90   | 34  | Ankara             |
| 10 | Ibrahim Kutluay | 1,98   | 28  | Üsküdar, Istanbul  |
| 11 | Kaya Peker      | 2,07   | 22  | Ankara             |
| 12 | Hüseyin Besok   | 2,12   | 27  | Bornova            |
| 13 | Mehmet Okur     | 2,10   | 23  | Yalova             |
| 14 | Haluk Yıldırım  | 2,01   | 30  | Bursa              |
| 15 | Ömer Onan       | 1,94   | 24  | Mersin             |

### Russie
| #  | Joueur              | Taille | Âge | Ville de naissance  |
| -- | ------------------- | ------ | --- | ------------------- |
| 4  | Vassili Karassev    | 1,93   | 31  | St. Pétersbourg     |
| 5  | Aleksandr Bashminov | 2,12   | 24  | Ibresi, Tcheboksary |
| 6  | Sergueï Panov       | 2,03   | 32  | Riazan              |
| 7  | Igor Kudelin        | 1,95   | 30  | Taganrog            |
| 8  | Sergueï Tchikalkine | 1,96   | 27  | Samara              |
| 9  | Nikita Morgounov    | 2,10   | 27  | Novokouznetsk       |
| 10 | Evgeny Pashutin     | 1,90   | 33  | Sotchi              |
| 11 | Zakhar Pachoutine   | 1,96   | 28  | Sotchi              |
| 12 | Viktor Khryapa      | 2,03   | 20  | Kiev                |
| 13 | Andreï Kirilenko    | 2,09   | 21  | Ijevsk              |
| 14 | Ruslan Avleev       | 2,00   | 26  | Sarapoul            |
| 15 | Alekseï Savrassenko | 2,17   | 23  | Krasnodar           |

### Angola
| #  | Joueur                     | Taille | Âge | Ville de naissance |
| -- | -------------------------- | ------ | --- | ------------------ |
| 4  | Víctor Muzadi              | 2,01   | 24  | Libreville         |
| 5  | Walter Costa               | 1,85   | 29  | Luanda             |
| 6  | Ângelo Victoriano          | 1,96   | 34  | Luanda             |
| 7  | Gerson Monteiro            | 1,90   | 29  | Benguela           |
| 8  | Edmar Victoriano           | 1,95   | 27  | Luanda             |
| 9  | Víctor de Carvalho         | 1,93   | 33  | Luanda             |
| 10 | Joaquim Gomes              | 2,02   | 22  | Luanda             |
| 11 | Belarmino Chipongue        | 1,96   | 28  | Lubango            |
| 12 | Silva, Afonso Rodrigues da | 1,90   | 28  | Luanda             |
| 13 | Carlos Almeida             | 1,92   | 26  | Luanda             |
| 14 | Miguel Lutonda             | 1,86   | 31  | Luanda             |
| 15 | Eduardo Mingas             | 1,96   | 23  | Saurimo            |

### Chine
| #  | Joueur        | Taille | Âge | Ville de naissance |
| -- | ------------- | ------ | --- | ------------------ |
| 4  | Guo Shiqiang  | 1,92   | 27  | Liaoyang           |
| 5  | Liu Wei       | 1,90   | 22  | Shang Hai          |
| 6  | Gong Xiaobin  | 2,02   | 33  | Shandong           |
| 7  | Zhang, Cheng  | 1,96   | 24  | Kunshan            |
| 9  | Chen Ke       | 2,04   | 23  | Beijing            |
| 10 | Li Nan        | 1,98   | 26  | Heilongjiang       |
| 11 | Liu Yudong    | 2,00   | 32  | Fujian             |
| 12 | Zhu Fangyu    | 2,00   | 19  | Guangxi            |
| 13 | Yao Ming      | 2,26   | 22  | Shanghai           |
| 14 | Mengke Bateer | 2,10   | 27  | Beijing            |
| 15 | Du Feng       | 2,02   | 21  | Xinjiang           |

### Canada
| #  | Joueur                           | Taille | Âge | Ville de naissance |
| -- | -------------------------------- | ------ | --- | ------------------ |
| 4  | Thomas, Novell Aaron             | 1,83   | 27  | Vancouver          |
| 5  | Sherman Hamilton                 | 1,85   | 30  | Toronto            |
| 6  | Channer, Titus Jackson           | 1,88   | 29  | Kinross, MI        |
| 7  | Prosper Karangwa                 | 2,00   | 24  | Bujumbura          |
| 8  | Shawn Swords                     | 1,93   | 29  | Ottawa             |
| 9  | Rowan Barrett                    | 1,95   | 30  | Scarborough        |
| 10 | Meldrum, Robert Gregory          | 2,00   | 29  | Toronto            |
| 11 | Thomas, David Barrington Stanley | 2,03   | 26  | Brampton           |
| 12 | Ross, Joseph Stephen Douglas     |        | 22  | Kamloops           |
| 13 | Anderson, Richard Elias          | 1,98   | 25  | Ottawa             |
| 14 | Michael Meeks                    | 2,05   | 30  | Patrick City       |
| 15 | Jobity, Kevin Rudolph            | 2,08   | 28  | NY                 |

### Venezuela
| #  | Joueur                           | Taille | Âge | Ville de naissance   |
| -- | -------------------------------- | ------ | --- | -------------------- |
| 4  | Díaz, Víctor David               | 1,98   | 34  | Caracas              |
| 5  | Machado Martínez, Pablo Ezequiel | 2,08   | 25  | Caracas              |
| 6  | Mijares Luna, Yumerving Ernesto  | 1,91   | 26  | Caracas              |
| 7  | Lugo, Richard José               | 2,07   | 29  | Calabozo Edo Guarico |
| 8  | Quiroz, Alejandro José           | 1,86   | 28  | Caracas              |
| 9  | Óscar Torres                     | 1,98   | 26  | Caracas              |
| 10 | Guevara Salas, Diego Alejandro   | 1,86   | 25  | Lara                 |
| 11 | Carl Herrera                     | 2,06   | 36  | Caracas              |
| 12 | Romero Rivas, Héctor Orlando     | 1,92   | 22  | Barcelona            |
| 13 | Heredia Serrano, Vladimir José   | 2,02   | 30  | Caucabua-Miranda     |
| 14 | Aguilera, Tomás Rafael           | 1,97   | 25  | Puerto La Cruz       |
| 15 | Morris Salazar, Carlos Alberto   | 1,95   | 27  | Caracas              |

### Algérie
| #  | Joueur                    | Taille | Âge | Ville de naissance |
| -- | ------------------------- | ------ | --- | ------------------ |
| 4  | Boulaya, Sofiane          | 1,80   | 29  | Alger              |
| 5  | Mehenaoui, Samir          | 1,98   | 38  | Hussein-Dey        |
| 6  | Belhimeur, Farid          | 1,82   | 18  | Orléans            |
| 7  | Mebarki, Nabil            | 1,94   | 23  | Venissieux         |
| 8  | Boudissa, Nabil El Bekeye | 2,02   | 21  | Annecy             |
| 9  | Miloud Doubal             | 1,87   | 21  | Antibes            |
| 10 | Haif, Nasser Ramdane      | 2,04   | 25  | Colombes           |
| 11 | Ouali, Nadjim             | 2,04   | 31  | Bejaia             |
| 12 | Mourad Boughedir          | 1,98   | 26  | Mulhouse           |
| 13 | Benramdane, Amine         | 1,90   | 29  | Alger              |
| 14 | Sayah, Abdelhalim         | 2,00   | 27  | Alger              |
| 15 | Oukid, Tarik              | 2,05   | 23  | Annaba             |
| 16 | abdelwahab, bakki         | 1.80   | 25  | reghaia            |

### Liban
| #  | Joueur                            | Taille | Âge | Ville de naissance |
| -- | --------------------------------- | ------ | --- | ------------------ |
| 4  | El Domiati, Walid Mahmoud         | 1,79   | 34  | Beyrouth           |
| 5  | Bardawil, Charles Camille         | 1,91   | 22  | Zouk Mikhael       |
| 6  | Makki, Bader Ahmad Dib Cheikh Ali | 1,88   | 32  | Maroun             |
| 7  | Fahed, Rony Boulos                | 1,83   | 21  | Zouk Mikael        |
| 8  | Chibani, Georges Salim            | 1,79   | 28  | Bar Elias          |
| 9  | El Hage, Yasser Ahmad             | 1,98   | 32  | Al Ghobeiri        |
| 10 | Samaha, Roy Nicolas               | 2,05   | 18  | Zahle              |
| 11 | Khouri, Paul Joseph               | 2,07   | 34  | Achrafieh          |
| 12 | El Boustani, Ghazi Emile          | 1,88   | 35  | Jieh               |
| 13 | Mchantaf, Elie Rafic              | 1,95   | 32  | Abra               |
| 14 | Joseph Vogel                      | 2,12   | 29  | NE                 |
| 15 | Fady El Khatib                    | 1,98   | 23  | Chehim             |